# Новокиевлянка
Новокиевлянка — деревня в Абанском районе Красноярского края России. Входит в состав Устьянского сельсовета.

## География
Деревня находится в восточной части Красноярского края, к северу от реки Еланша (приток реки Усолка), примерно в 13 км (по прямой) к юго-востоку от посёлка Абан, административного центра района. Абсолютная высота — 313 метров над уровнем моря.

## История
Основана в 1898 г. В 1926 году деревня Покровская состояла из 102 хозяйств, основное население — украинцы. Центр Покровского сельсовета Устьянского района Канского округа Сибирского края. В 1968 г. указом президиума ВС РСФСР деревня Покровка № 3 переименована в Новокиевлянка.

## Население
| 1926 | 1989 | 2002 | 2010 |
| ---- | ---- | ---- | ---- |
| 518  | ↘120 | ↘75  | ↘52  |

Гендерный состав
По данным Всероссийской переписи населения 2010 года в гендерной структуре населения мужчины составляли 53,8 %, женщины — соответственно 46,2 %.
Национальный состав
Согласно результатам переписи 2002 года, в национальной структуре населения русские составляли 96 % из 75 чел.

## Инфраструктура
В деревне функционирует библиотека.

## Улицы
Уличная сеть деревни состоит из одной улицы (ул. Покровская).